# Niko Kovač
Niko Kovač (ur. 15 października 1971 w Berlinie Zachodnim) – chorwacki piłkarz i trener piłkarski. Obecnie pełni funkcję trenera niemieckiego klubu Borussia Dortmund.
Kovač urodził się w Berlinie w rodzinie chorwackich gastarbeiterów, którzy przyjechali do Niemiec z okręgu Livna z Bośni i Hercegowiny. Brat Robert, także jest piłkarzem (obaj grali w Hercie Zehlendorf, Bayerze Leverkusen i Bayernie Monachium).

## Kariera klubowa
Niko Kovač rozpoczynał piłkarską karierę w małym klubie Hertha Zehlendorf z miejscowości położonej na południe od Berlina. Gdy trochę poznał piłkarskiego rzemiosła, trafił w 1991 do dużo sławniejszego klubu z okolic, Herthy Berlin. Klub ten grał wówczas w 2. Bundeslidze. Niko dość szybko wywalczył miejsce w pierwszym składzie, jednak Hertha rok po roku nie potrafiła awansować do najwyższej klasy rozgrywkowej. W Hercie Kovač spędził 5 lat, a najlepszy bodaj jego sezon to sezon 1995/1996, kiedy to zdobył 11 bramek w lidze, co jak na defensywnego pomocnika jest godnym uwagi wynikiem. Podzielono ją również w 1. lidze i Kovač dostał kilka ofert gry z ekstraklasy Niemiec. Wybrał tę z Bayeru 04 Leverkusen i latem 1996 podpisał 3-letni kontrakt z tym zespołem. W drużynie „Aptekarzy” grał trzy sezony (gdy był zdrowy prawie zawsze grał w pierwszej jedenastce), a największym osiągniętym sukcesem było zdobycie wicemistrzostwa Niemiec w 1999. Wtedy zdecydował się nie przedłużać kontraktu z Bayerem i za darmo odszedł do Hamburger SV.
Pierwszy sezon w HSV był udany nie tylko w wykonaniu Kovacia, ale całego zespołu, który zajął 3. miejsce dające prawo gry w kwalifikacjach do Ligi Mistrzów, a Kovač po raz kolejny potwierdził swoją skuteczność zdobywając 8 bramek w sezonie. Sezon 2000/2001 z kolei nie był udany dla zespołu z Hamburga. Klub co prawda awansował do Ligi Mistrzów, ale zajął 3. miejsce w grupie, zagrał w Pucharze UEFA, a następnie odpadł z AS Romą. Natomiast 4 bramki Kovača w 25 występach w Bundeslidze nie pomogły wiele zespołowi, który zajął odległe 13. miejsce w tabeli. Pomimo tego faktu latem 2001 Bayern Monachium zdecydował się wyłożyć 5,5 miliona euro za Kovacia. W Bayernie grał dwa sezony, ale nie miał nigdy pewnego miejsca w składzie i w dużej części meczów siedział na ławce bądź wchodził na boisko jako rezerwowy. Był dublerem dla takich zawodników jak Jens Jeremies, Michael Ballack, Mehmet Scholl czy choćby Stefan Effenberg.
W 2003, pomimo że Niko został pierwszy i jedyny raz mistrzem Niemiec, nie przedłużył kontraktu z Bayernem, za to za darmo mógł powrócić do Herthy Berlin. Jednak dopiero wtedy zagrał w Hercie w 1. lidze, co nie udało mu się podczas pierwszego pobytu w tym klubie. W Berlinie grał trzy sezony, a latem 2006 skorzystał z oferty Red Bull Salzburg, mającego możnego sponsora w firmie Red Bull. W 2007 został mistrzem, a w 2008 wicemistrzem Austrii. W sezonie 2008/2009 ponownie wywalczył z klubem mistrzostwo Austrii. Po zakończeniu tamtego sezonu postanowił zakończyć karierę.

## Kariera trenerska
Jeszcze w Salzburgu w zaczął karierę trenerską (W 2009-11 był trenerem juniorów, a 2011-13 asystentem 1. drużyny). W 2013 krótko był trenerem reprezentacji Chorwacji U-21 i w tym samym roku zaczął pracować z seniorami. 9 września 2015 został zwolniony z funkcji trenera drużyny narodowej Chorwacji. Rok później wrócił po 10 latach do Niemiec by pracować Eintrachtem Frankfurt (2016-18) i Bayernem Monachium (2018-19). Później pracował jeszcze w AS Monaco (2020-22).

### Statystyki
| Klub                | Sezon              | Liga               | Liga  | Liga   | Puchar kraju | Puchar kraju | Europa | Europa | Puchar Ligi | Puchar Ligi | Suma  | Suma   |
| Klub                | Sezon              | Liga               | Mecze | Bramki | Mecze        | Bramki       | Mecze  | Bramki | Mecze       | Bramki      | Mecze | Bramki |
| ------------------- | ------------------ | ------------------ | ----- | ------ | ------------ | ------------ | ------ | ------ | ----------- | ----------- | ----- | ------ |
| Hertha BSC          | 1991/1992          | 2. Bundesliga Nord | 12    | 0      | 0            | 0            | –      | –      | –           | –           | 12    | 0      |
| Hertha BSC          | 1992/1993          | 2. Bundesliga Nord | 42    | 1      | 3            | 0            | –      | –      | –           | –           | 45    | 1      |
| Hertha BSC          | 1993/1994          | 2. Bundesliga Nord | 32    | 1      | 0            | 0            | –      | –      | –           | –           | 32    | 1      |
| Hertha BSC          | 1994/1995          | 2. Bundesliga Nord | 31    | 2      | 1            | 0            | –      | –      | –           | –           | 32    | 2      |
| Hertha BSC          | 1995/1996          | 2. Bundesliga Nord | 31    | 11     | 2            | 0            | –      | –      | –           | –           | 33    | 11     |
| Hertha BSC          | Ogólnie            | Ogólnie            | 148   | 15     | 6            | 0            | 0      | 0      | 0           | 0           | 154   | 15     |
| Bayer 04 Leverkusen | 1996/1997          | Bundesliga         | 32    | 3      | 1            | 0            | –      | –      | –           | –           | 33    | 3      |
| Bayer 04 Leverkusen | 1997/1998          | Bundesliga         | 18    | 1      | 3            | 1            | 7      | 0      | 1           | 0           | 29    | 2      |
| Bayer 04 Leverkusen | 1998/1999          | Bundesliga         | 27    | 4      | 1            | 0            | 4      | 0      | 2           | 0           | 34    | 4      |
| Bayer 04 Leverkusen | Ogólnie            | Ogólnie            | 77    | 8      | 5            | 1            | 11     | 0      | 3           | 0           | 96    | 9      |
| Hamburger SV        | 1999/2000          | Bundesliga         | 30    | 8      | 1            | 0            | 6      | 0      | –           | –           | 37    | 8      |
| Hamburger SV        | 2000/2001          | Bundesliga         | 25    | 4      | 1            | 0            | 9      | 1      | 1           | 0           | 36    | 5      |
| Hamburger SV        | Ogólnie            | Ogólnie            | 55    | 12     | 2            | 0            | 15     | 1      | 1           | 0           | 73    | 13     |
| Bayern Monachium    | 2001/2002          | Bundesliga         | 16    | 2      | 3            | 1            | 4      | 0      | 3           | 0           | 26    | 3      |
| Bayern Monachium    | 2002/2003          | Bundesliga         | 18    | 1      | 4            | 0            | 2      | 1      | 1           | 0           | 25    | 2      |
| Bayern Monachium    | Ogólnie            | Ogólnie            | 34    | 3      | 7            | 1            | 6      | 1      | 4           | 0           | 51    | 5      |
| Hertha BSC          | 2003/2004          | Bundesliga         | 17    | 1      | 3            | 0            | 1      | 0      | –           | –           | 21    | 1      |
| Hertha BSC          | 2004/2005          | Bundesliga         | 30    | 4      | 1            | 0            | –      | –      | –           | –           | 31    | 4      |
| Hertha BSC          | 2005/2006          | Bundesliga         | 28    | 3      | 3            | 1            | 4      | 0      | 1           | 0           | 36    | 4      |
| Hertha BSC          | Ogólnie            | Ogólnie            | 75    | 8      | 7            | 1            | 5      | 0      | 1           | 0           | 88    | 9      |
| Red Bull Salzburg   | 2006/2007          | tipico-Bundesliga  | 28    | 6      | 1            | 0            | 6      | 0      | –           | –           | 35    | 6      |
| Red Bull Salzburg   | 2007/2008          | tipico-Bundesliga  | 25    | 3      | 0            | 0            | 4      | 0      | –           | –           | 29    | 3      |
| Red Bull Salzburg   | 2008/2009          | tipico-Bundesliga  | 12    | 0      | 0            | 0            | 3      | 0      | –           | –           | 15    | 0      |
| Red Bull Salzburg   | Ogólnie            | Ogólnie            | 65    | 9      | 1            | 0            | 13     | 0      | 0           | 0           | 79    | 9      |
| Ogólnie w karierze  | Ogólnie w karierze | Ogólnie w karierze | 454   | 55     | 28           | 3            | 50     | 2      | 9           | 0           | 541   | 60     |

## Kariera reprezentacyjna
W reprezentacji Chorwacji Kovač zadebiutował 11 grudnia 1996 w zremisowanym 2:2 meczu z reprezentacją Maroka podczas turnieju o puchar króla Hassana II. Niko od lat był podstawowym zawodnikiem reprezentacji i gdy tylko nie miał kontuzji mógł liczyć na grę w pierwszym składzie. Tak było podczas Mistrzostw Świata w 2002, które były pierwszą wielką imprezą zaliczoną przez Niko. Zagrał na nich wszystkie 3 mecze w pełnym wymiarze czasowym, ale Chorwacja odpadła już po fazie grupowej. Potem przyszły Mistrzostwa Europy w Portugalii. Tam Chorwaci nie wygrali żadnego meczu i również odpadli z turnieju, a Kovač znów był podstawowym zawodnikiem i zagrał wszystkie mecze po 90 minut. Zdobył także bramkę w przegranym 2:4 meczu z reprezentacją Anglii. Kolejna wielka impreza, na której grał Kovač to Mistrzostwa Świata w Niemczech i po raz trzeci z rzędu Chorwaci nie pokazali niczego szczególnego. I tam także Kovač zagrał w 3 meczach, zdobył bramkę w meczu z reprezentacją Australii zremisowanym 2:2, a Chorwacja znów nie wygrała meczu zajmując 3. miejsce w grupie. Przez dużą jej część reprezentacyjnej kariery Niko był kapitanem Chorwatów. Reprezentacyjną karierę zakończył po Mistrzostwach Europy 2008, na których jego reprezentacja dotarła do ćwierćfinału.

## Sukcesy
Zawodnicze
- Puchar Interkontynentalny:
  - 2001 (Bayern Monachium)
- Mistrzostwo Niemiec:
  - 2003 (Bayern Monachium)
- Puchar Niemiec:
  - 2003 (Bayern Monachium)
- Mistrzostwo Austrii (2):
  - 2007, 2009 (Red Bull Salzburg)

Trenerskie
- Mistrzostwo Niemiec:
  - 2019 (Bayern Monachium)
- Puchar Niemiec (2):
  - 2018 (Eintracht Frankfurt)
  - 2019 (Bayern Monachium)